# Ujemi val
Ujemi val je debitantski studijski album slovenske alternativne rock skupine Le Serpentine, izdan 1. septembra 2015 v samozaložbi v nakladi 500 izvodov.
Skupina je album uradno predstavila 17. oktobra v Trainstation Squatu v Kranju – nastopili sta tudi skupini 30 stopinj v senci in Guilty of Joy, ki sta prav tako iz Kranja.
Album je produciral umetnik Staš Hrenič.

## Glasba
Glasbo na albumu zaznamuje uporaba distorzirane in "čiste" kitare obenem. Vse pesmi so v slovenskem jeziku, razen »Summer Rain«, ki je v angleščini, in »Blue Moon«, ki je inštrumentalna.
Pred izidom albuma sta aprila in junija 2015 izšla videospota za pesmi »Bolero« in »Adijo«.

## Kritični odziv
Kritični odziv je bil nevtralen do pozitiven. Aleš Podbrežnik je album za revijo Rockline ocenil s 3,5 zvezdicami in zapisal: »Z izdelano muzikalično formo in pravšnje ščemečim »šundrom« nosi album Ujemi val prenekaterega kandidata v obliki singla tudi za pogosto rotacijo na radijskih frekvencah. V zdravih glasbenih okoliščinah lahko predstavlja Ujemi val lepo popestritev slovenskega srednjevalovskega glasbenega utripa, ki pa na naših tleh za enkrat žal nima izdelane značajske prepoznavnosti. Mogoče pa nekoč uredniki radijskih frekvenc »ujamejo pravi val«, ki ga prinaša potencial te mlade in nadobudne kranjske zasedbe.«
Izak Košir pa je za portal Odzven pohvalil melodičnost in preprosta besedila. Napisal je, da se album »posluša, kot da bi Kranj zamenjal mesto s Portorožem,« kritiziral pa je slovnične napake v pesmi »Summer Rain«, ki je edina pesem na albumu v angleškem jeziku. Na portalu 24ur.com je bil uvrščen na 10. mesto najboljših domačih albumov leta.

### Priznanja
| objava   | uvrstitev | seznam                     |
| -------- | --------- | -------------------------- |
| 24ur.com | 10.       | Albumi 2015 – domača scena |

## Seznam pesmi
Vso glasbo je napisala skupina Le Serpentine. Vsa besedila je napisal Žiga Jokić.
1. »Adijo« – 2:53
2. »Konkreten« – 2:52
3. »Izklop« – 3:06
4. »Summer Rain« – 3:45
5. »Tekačica« – 3:22
6. »Kam grejo?« – 3:53
7. »Pero« – 4:41
8. »Le spim« – 4:08
9. »Bolero« – 3:07
10. »Blue Moon« – 2:15
11. »Ujemi val« – 4:14
12. »Fen« – 4:56

## Zasedba
Le Serpentine
- Tjaša Teropšič — vokal
- Žiga Jokić — kitara, spremljevalni vokali, oblikovanje ovitka
- Grga Jokić — bas kitara
- Anže Kern — bobni

Ostali
- Staš Hrenič — snemanje, produkcija
- Leon Slabe — trobenta (8)